# Mehmet Cemal Yeşilçay

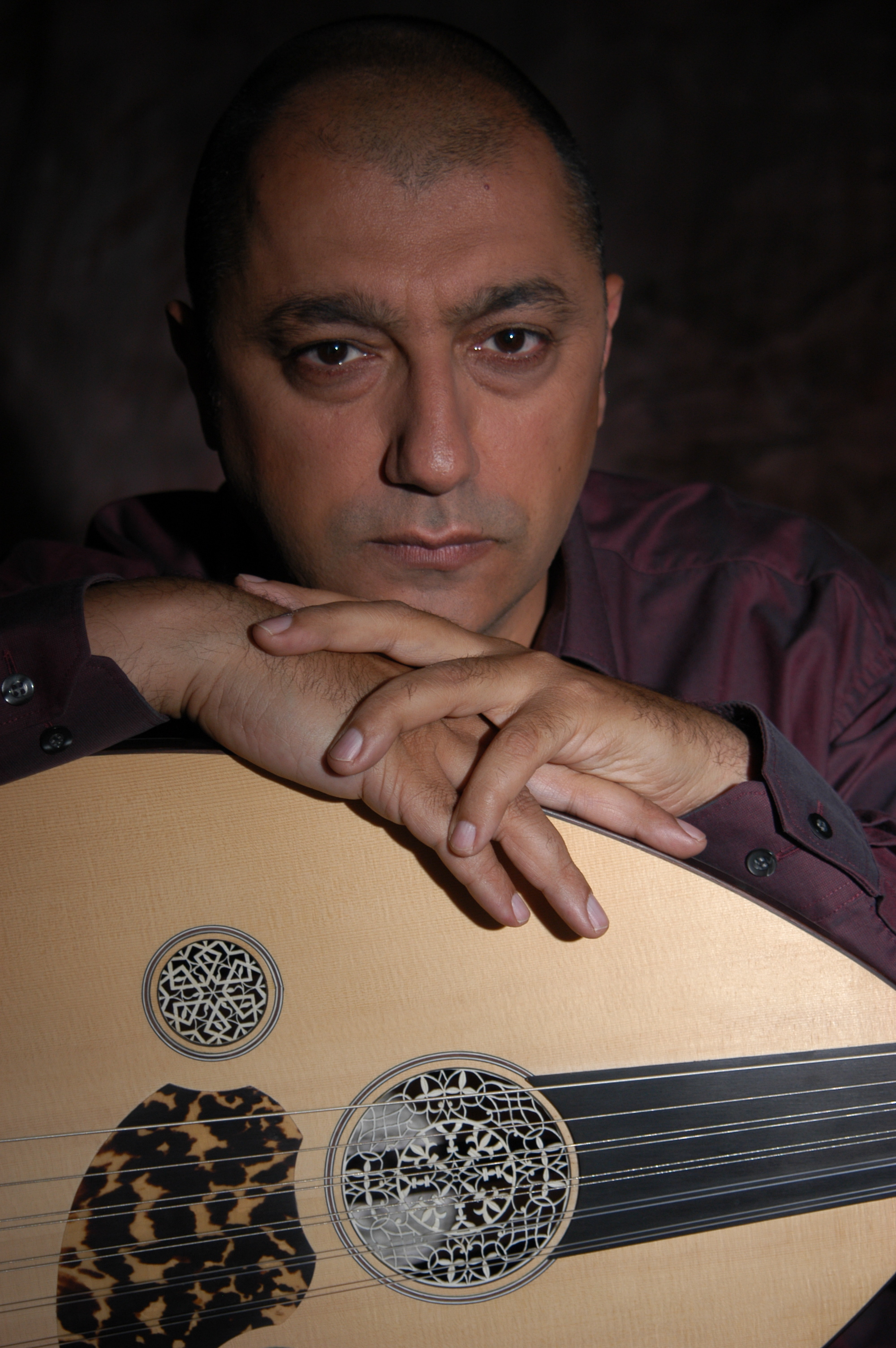
Mehmet C. Yeşilçay (2005)

Mehmet C. Yeşilçay (* 1959 in Istanbul) ist ein türkischer Musiker. Der Oud-Spieler ist Gründer und musikalischer Leiter des Pera Ensembles. Er lebt seit seiner Kindheit in München.

## Leben und Karriere
Mehmet C. Yeşilçay, 1959 in Istanbul geboren, in München aufgewachsen, hat sich durch weltweite Auftritte sowie durch umfangreiche Tonaufnahmen den Ruf eines bedeutenden Interpreten und Musikwissenschaftlers erworben.
Seit 30 Jahren widmet er sich als Musiker, Forscher und Ensembleleiter mit Leidenschaft dem musikalischen Repertoire aus Orient und Okzident, das vom 10. bis ins 19. Jahrhundert reicht. Seine von lebendiger Emotion und schöpferischer Vitalität geprägte Arbeit mit ihrem grenzübergreifenden Charakter betont einerseits die Diversität der verschiedenen musikalischen und kulturellen Welten. Zugleich aber hebt er bestehende Gemeinsamkeiten hervor und macht den musikalischen Austausch zwischen Orient und Okzident zum Mittelpunkt seiner Arbeit.
Intensiv beschäftigt er sich sowohl mit der Alten Musik Europas, als auch mit dem musikalischen Repertoire des Mittelmeerraumes und des Orients. Als Ausdruck des europäischen Interesses am Orient, insbesondere der Kultur der Osmanen und deren Einfluss auf Kunst und Kultur fand es, bezeichnet mit „Turquerie“ oder Türkenmode, seit dem 16. Jahrhundert in Europa starke Verbreitung.
Mit seinen eigenen Arbeiten wie etwa der Vertonung von Gedichten aus dem „west-östlichen Divan“ Johann Wolfgang von Goethes, tritt Yeşilçay auch als zeitgenössischer Komponist in Erscheinung. Seine Opernpasticcios und Programme wie „Café-Orient meets Occident“, „Baroque Oriental“ oder „Jerusalem“ haben Leuchtturmwirkung für den Dialog der Kulturen. 2016 fand die Welturaufführung seiner symphonischen Dichtung „DIASPORA-Lieder aus der Fremde“ statt, eine Komposition für großes Orchester und türkische Instrumente, durch Staatsphilharmonie Rheinland-Pfalz statt.
Besondere Aufmerksamkeit fand ein von Mehmet C. Yeşilçay konzipiertes Projekt unter dem Titel „Music for the One God“ – die drei monotheistischen Weltreligionen von Muslimen, Juden und Christen im Spiegel ihrer Musik, mit Werken von Hildegard von Bingen, Bach, Schütz, Vivaldi und Pergolesi, byzantinischer und armenischer Kirchenmusik, aramäischen Gesängen, sephardisch jüdischer Synagogalmusik und Sufimusik. „Music for the one God“ wurde mehrmals aufgeführt, unter anderem in dem Weltkulturerbe Hagia Irena in Istanbul sowie in der Philharmonie München.
Mehmet C. Yeşilçay begann seine Musikausbildung im Alter von sechs Jahren bei seinem Onkel Seyyid Nusret Yeşilçay. Er studierte Oud (die arabische Laute) und Maqamtheorie, die Theorie der osmanisch-türkischen Musik, bei Cinuçen Tanrikorur. In ergänzenden Studien beschäftigte er sich eingehend mit der europäischen Klassischen Musik. Er arbeitete als Solist mit verschiedenen Ensembles wie Sarband, Concerto Köln und Hespèrion XX unter Jordi Savall zusammen.
2005 gründete er das Ensemble Pera, dessen musikalischer und künstlerischer Leiter er bis heute ist. Pera, benannt nach einem Istanbuler Stadtteil, der seit rund 2000 Jahren ein Schmelztiegel der Kulturen und Religionen ist, vereint international renommierte Spezialisten der historischen Aufführungspraxis aus Europa und die Elite türkischer Kunstmusiker. Die Kritik attestiert dem Ensemble „eine raffinierte Mischung der Aromen, eine wechselseitige Durchdringung und Bereicherung der Klangwelten“ (Mitteldeutsche Zeitung). Zahlreiche CD-Aufnahmen dokumentieren die Arbeit des Ensembles Pera und Mehmet C. Yeşilçays und ihre musikalischen Entdeckungsreisen, bei denen die unterschiedlichsten musikalischen und kulturellen Identitäten ergründet werden sollen. Derzeit arbeitet Yeşilçay an verschiedenen neuen Projekten wie etwa „Hegire“, einer Vertonung von Gedichten Goethes, Rückerts, Rückerts und Rilkes für Kammerorchester und Solisten, sowie an der symphonischen Dichtung für Orchester, Chor und türkische Instrumente, „Istanbul“. Weltweit stehen Konzerte mit seinem Ensemble auf dem Programm, darunter die Beteiligung am Opernprojekt „Tamerlano“ bei den Händelfestspielen in Halle.
Das Wirken Mehmet C. Yeşilçays und seines Pera-Ensembles wurde mit dem „Echo Klassik“ in der Sparte „Klassik ohne Grenzen“ sowie mit dem Bayerischen Integrationspreises gewürdigt.

## Preise und Auszeichnungen
- Musikpreis der staatlich-türkische Fernseh- und Rundfunkanstalt TRT
- Nominierung für den Kulturpreis der Landeshauptstadt München
- 2012 Echo Klassik in der Sparte Klassik ohne Grenzen (mit Pera)[3].

## CD releases
- Dolby-Surround 5.1 DVD seiner Spaceflight
- Ex Oriente Lux, Soloalbum
- Café (Orient meets Occident), Pera-Ensemble
- Oriental Pearls,
- Baroque Oriental
- Armida
- Momenti d'Amore
- Carneval Oriental
- Ballo Turco,
- Trialog. Music for the One God
- Jerusalem,
- 1219 The Saint and the Sultan

## Kompositionen
- Diaspora, Lieder aus der Fremde. Welturaufführung 2016 Staatsphilharmonie Rheinland-Pfalz & Pera Ensemble
- Divan. Goethe verbindet. Welturaufführung Philharmonie München, 26. Oktober 2019. Münchner Symphoniker und Pera Ensemble

Derzeit arbeitet er an seinen Projekten „Mahomet“ (Vertonung einer Ode von Goethe) und „Istanbul“, einer symphonischen Dichtung für Orchester, Chor und türkische Instrumente. Ebenso an verschiedenen neuen Programmen für sein Ensemble. Tamerlano & Bajazet bei den Händelfestspielen in Halle 2020. (Neubearbeitung)